# برنگاتس
برنگاتس (به صربی: Brnjac) یک روستا در صربستان است.